# Babinski refleks
Babinski refleks je refleks karakterističan za novorođenčad. Sastoji se od istezanja nožnog palca prema gore i lepezastog širenja ostalih nožnih prstiju kada se nekim predmetom draži taban noge. Ovaj refleks je normalna pojava dojenčadi (gubi se u drugoj polovini prve godine života), ali je kod odraslih ljudi znak patologije i ukazuje na neurološko oštećenje leđne moždine ili mozga.

Refleks je dobio ime po francuskom neurologu poljskog porijekla Josephu Babinskom.